# Jean-Pierre Aeschlimann
Jean-Pierre Aeschlimann (* 10. Juli 1935 in Bern) ist ein ehemaliger Schweizer Dentist und Automobilrennfahrer.

## Karriere als Rennfahrer
Jean-Pierre Aeschlimann begann seine Karriere 1966 neben seinem Brotberuf als Bergrennfahrer. Anfang der 1970er-Jahre stieg er auf Rundstrecke um und bestritt Rennen in der Sportwagen-Weltmeisterschaft. Seine beste Platzierung in dieser Rennserie war der vierte Gesamtrang beim 6-Stunden-Rennen von Pergusa 1979.
Viermal war er beim 24-Stunden-Rennen von Le Mans am Start. Sein Debüt gab er 1973 und seine beste Platzierung im Gesamtklassement erreichte er mit dem 17. Rang 1975.

## Statistik

### Le-Mans-Ergebnisse
| Jahr | Team              | Fahrzeug                | Teamkollege       | Teamkollege    | Platzierung | Ausfallgrund     |
| ---- | ----------------- | ----------------------- | ----------------- | -------------- | ----------- | ---------------- |
| 1973 | Wicky Racing Team | BMW 3.0 CSL             | Cox Kocher        | Walter Brun    | Ausfall     | Ventilschaden    |
| 1975 | Philippe Dagoreau | Porsche 911 Carrera RSR | Philippe Dagoreau | Thierry Sabine | Rang 17     |                  |
| 1976 | William Vollery   | Porsche 911 Carrera RSR | William Vollery   | Roger Dorchy   | Ausfall     | Batterie         |
| 1979 | Daniel Brillat    | Cheetah G601            | Daniel Brillat    |                | Ausfall     | Kraftübertragung |

### Einzelergebnisse in der Sportwagen-Weltmeisterschaft
| Saison | Team                        | Rennwagen           | 1   | 2   | 3   | 4   | 5   | 6   | 7   | 8   | 9   | 10  | 11  | 12  | 13  | 14  | 15  | 16  | 17  |
| ------ | --------------------------- | ------------------- | --- | --- | --- | --- | --- | --- | --- | --- | --- | --- | --- | --- | --- | --- | --- | --- | --- |
| 1966   | Jean-Pierre Aeschlimann     | Marcos 1800 GT      | DAY | SEB | MON | TAR | SPA | NÜR | LEM | MUG | CCE | HOK | SIM | NÜR | ZEL |     |     |     |     |
| 1966   | Jean-Pierre Aeschlimann     | Marcos 1800 GT      |     |     |     |     |     |     |     | 50  |     |     |     |     |     |     |     |     |     |
| 1973   | Wicky Racing                | BMW 3.0 CSL         | DAY | VAL | DIJ | MON | SPA | TAR | NÜR | LEM | ZEL | WAT |     |     |     |     |     |     |     |
| 1973   | Wicky Racing                | BMW 3.0 CSL         |     |     |     |     | DNF |     |     |     |     |     |     |     |     |     |     |     |     |
| 1976   | William Vollery             | Porsche Carrera RSR | MUG | VAL | NÜR | MON | SIL | IMO | NÜR | ZEL | PER | WAT | MOS | DIJ | DIJ | SAL |     |     |     |
| 1976   | William Vollery             | Porsche Carrera RSR |     |     |     |     |     |     |     |     | 14  |     |     |     |     |     |     |     |     |
| 1979   | Daniel Brillat Ecurie Cedac | Cheetah G601        | DAY | SEB | MUG | TAL | DIJ | RIV | SIL | NÜR | LEM | PER | DAY | WAT | SPA | BRH | ROA | VAL | ELS |
| 1979   | Daniel Brillat Ecurie Cedac | Cheetah G601        |     |     |     |     | DNF |     |     |     | DNF | 4   |     |     |     | DNF |     |     |     |